# Salem al-Yami
Salem Mubarak al-Yami (arabisch سالم مبارك اليامي, DMG Sālim Mubārak al-Yāmī; * 9. Februar 1982) ist ein ehemaliger saudischer Leichtathlet, der sich auf den Sprint spezialisiert hat. Zu seinen größten Erfolgen zählen vier Medaillen bei Asienmeisterschaften sowie zwei Goldmedaillen bei den Westasienspielen 2002 in Kuwait. Sein Bruder Mohamed al-Yami war ebenfalls als Leichtathlet aktiv.

## Sportliche Laufbahn
Erste internationale Erfahrungen sammelte Salem al-Yami vermutlich im Jahr 1999, als er bei den erstmals ausgetragenen Jugendweltmeisterschaften in Bydgoszcz in 10,51 s den fünften Platz im 100-Meter-Lauf belegte und auch über 200 Meter mit 21,54 s auf den fünften Platz gelangte. Anschließend schied er bei den Weltmeisterschaften in Sevilla mit 21,27 s in der ersten Runde im 200-Meter-Lauf aus, ehe er bei den Juniorenasienmeisterschaften in Singapur in 21,26 s den vierten Platz belegte. Daraufhin gewann er bei den Arabischen Meisterschaften in Beirut in 21,28 s die Silbermedaille hinter dem Omaner Hamoud Abdallah al-Dalhami und siegte in 39,45 s mit der saudi-arabischen 4-mal-100-Meter-Staffel. Im Jahr darauf schied er bei den Asienmeisterschaften in Jakarta mit 20,94 s im Vorlauf über 200 Meter aus und gewann mit der Staffel in 39,60 s die Bronzemedaille hinter den Teams aus Thailand und Japan. Anschließend kam er bei den Olympischen Sommerspielen in Sydney mit 21,18 s nicht über die Vorrunde hinaus und schied auch mit der Staffel mit 39,94 s im Vorlauf aus. Daraufhin gewann er bei den Juniorenweltmeisterschaften in Santiago de Chile in 10,38 s die Silbermedaille über 100 Meter und schied über 200 Meter mit 20,95 s im Halbfinale aus. 2001 siegte er in 10,49 s und 20,81 s über 100 und 200 Meter bei den Junioreasienmeisterschaften in Bandar Seri Begawan schied anschließend bei den Weltmeisterschaften im kanadischen Edmonton mit 10,21 s im Viertelfinale über 100 Meter aus und kam über 200 Meter mit 21,03 s nicht über die Vorrunde hinaus. Zudem schied er im Staffelbewerb mit 39,04 s im Halbfinale aus. Daraufhin siegte er in 10,2 s über 100 Meter bei den Arabischen Meisterschaften in Damaskus und gewann auch mit der Staffel in 39,69 s die Goldmedaille.
2002 siegte er in 10,13 s über 100 Meter bei den Westasienspielen in Kuwait und gewann über 200 Meter in 20,81 s die Silbermedaille hinter dem Kuwaiter Fawzi al-Shammari. Zudem siegte er dort in 39,02 s auch in der 4-mal-100-Meter-Staffel. Anschließend gewann er bei den Asienmeisterschaften in Colombo in 10,52 s die Bronzemedaille über 100 Meter hinter seinem Landsmann Jamal al-Saffar und Gennadi Tschernowol aus Kasachstan und sicherte sich im Staffelbewerb in 39,16 s gemeinsam mit Khalifa al-Saker, Mubarak Ata Mubarak und Jamal al-Saffar die Silbermedaille hinter dem thailändischen Team. Im Oktober belegte er dann bei den Asienspielen in Busan in 10,36 s den fünften Platz über 100 Meter und gelangte auch mit der Staffel mit 40,00 s auf Rang fünf. Im Jahr darauf schied er bei den Hallenweltmeisterschaften in Birmingham mit 6,79 s in der ersten Runde im 60-Meter-Lauf aus und im Sommer schied er bei den Freiluft-Weltmeisterschaften nahe Paris mit 10,51 s in der Vorrunde über 100 Meter aus. Über 200 Meter verzichtete er kurzfristig auf einen Start und mit der Staffel kam er im Vorlauf nicht ins Ziel. Anschließend siegte er in 10,18 s über 100 Meter bei den Arabischen Meisterschaften in Amman und erreichte über 200 Meter das Finale. Zudem siegte er in 39,06 s im Staffelbewerb. Daraufhin gewann er bei den Asienmeisterschaften in Manila in 10,28 s die Bronzemedaille über 100 Meter hinter dem Chinesen Chen Haijian und Gennadi Tschernowol aus Kasachstan. Im Dezember gewann er dann bei den Militärweltspielen in Catania in 10,58 s die Bronzemedaille hinter den Brasilianern Bruno Pacheco und Rodrigo de Araújo und sicherte sich auch im Staffelbewerb in 41,53 s die Bronzmedaille hinter den Teams aus Italien und Kenia. Im Jahr darauf nahm er erneut an den Olympischen Sommerspielen in Athen teil und schied dort mit 10,36 s in der ersten Runde über 100 Meter aus, ehe er bei den Panarabischen Spielen in Algier in 10,39 s die Silbermedaille hinter seinem Landsmann Yahya al-Gahes gewann und mit der Staffel in 39,40 s die Goldmedaille gewann. 
2005 siegte er bei der Premiere der Islamic Solidarity Games in Mekka in 10,21 s über 100 Meter sowie in 39,80 s auch mit der 4-mal-100-Meter-Staffel. Im August schied er dann bei den Weltmeisterschaften in Helsinki mit 10,48 s im Viertelfinale über 100 Meter aus. Im Jahr darauf belegte er mit der Staffel bei den Asienspielen in Doha in 40,18 s den sechsten Platz und 2007 siegte er in 39,99 s bei den Panarabischen Spielen in Kairo. 2009 beendete er dann seine aktive sportliche Karriere im Alter von 27 Jahren.

## Persönliche Bestzeiten
- 100 Meter: 10,13 s (+1,6 m/s), 10. April 2002 in Kuwait
  - 60 Meter (Halle): 6,79 s, 14. März 2003 in Birmingham
- 200 Meter: 20,42 s (+1,4 m/s), 29. März 2002 in al-Qatif